# 马卢尔
马卢尔（Malur），是印度卡纳塔克邦Kolar县的一个城镇。总人口27791（2001年）。

## 人口
该地2001年总人口27791人，其中男性14214人，女性13577人；0—6岁人口3530人，其中男1820人，女1710人；识字率67.41%，其中男性为73.30%，女性为61.24%。